# Otto Bruckschen
Otto Bruckschen (Lebensdaten unbekannt) war ein deutscher Fußballspieler.

## Karriere
Bruckschen gehörte dem Duisburger SpV an, für den er als Torhüter von 1912 bis 1914 in den vom Westdeutschen Spiel-Verband ausgetragenen Meisterschaften, zunächst in einer zehn Mannschaften umfassenden Verbandsliga, danach im Ruhrkreis, Punktspiele bestritt. Während seiner Vereinszugehörigkeit gewann er zweimal die Westdeutsche Meisterschaft, die zugleich zur Teilnahme an den Endrunden um die Deutsche Meisterschaft berechtigten.
Am 20. April 1913 bestritt er in Frankfurt am Main sein erstes Endrundenspiel, das mit 2:1 gegen den FC Stuttgarter Cickers im Viertelfinale gewonnen wurde. Mit demselben knappen Ergebnis wurde eine Woche später in Essen der amtierende Meister Holstein Kiel im Halbfinale bezwungen; Siegtorschütze war Heinrich Fischer in der 60. Minute, nachdem Anton Bongartz der Ausgleich zum 1:1 in der 35. Minute gelungen war.
Das sich anschließende und am 11. Mai 1913 in München ausgetragene Finale gegen den VfB Leipzig wurde mit 1:3 verloren. In der neunten Spielminute geriet seine Mannschaft durch einen unberechtigten Handelfmeter in Rückstand, der sich bis zur 60. Minute auf 0:3 erhöhte. Heinrich Fischer erzielte in der 75. Minute das einzige Tor für seine Mannschaft, er und seine Mitspieler mussten sich aber folglich als unterlegener Finalist – größter Vereinserfolg bis heute – begnügen. Seine letzten beiden Endrundenspiele bestritt er am 3. Mai 1914 in Essen beim 4:1-Viertelfinalsieg n. V. über den Altonaer FC 93 und das 14 Tage später beim VfB Leipzig mit 0:1 verlorene Halbfinale.

## Erfolge
- Zweiter der Deutschen Meisterschaft 1913
- Westdeutscher Meister 1913, 1914